# Lucius Volusius Maecianus
Lucius Volusius Maecianus (2e eeuw) was een Romeinse jurist, de mentor in recht van keizer Marcus Aurelius Antoninus. Toen hij gouverneur van Alexandria was, werd hij omgebracht door de soldaten, vanwege deelname aan de opstand van Avidius Cassius (175). Maecianus was de auteur van de werken Fideicommissa, Judicia publica en van een collectie Rodiaanse maritieme wetten. Zijn werk over numerieke verdelingen, gewichten en maten (Distributio) is nog steeds geldig, met uitzondering van het afsluitende deel.